# Rock Against Howard
Rock Against Howard is een compilatiealbum uitgegeven op cd in 2004 van diverse Australische punkbands die tegen het beleid van John Howard zijn.
Het idee voor het album werd bedacht door Lindsay McDougall, de gitarist van Frenzal Rhomb, toen hij erachter kwam dat veel muzikanten op dezelfde manier over Howard dachten. Het werd geïnspireerd door de Amerikaanse Rock Against Bush-serie van Fat Wreck Chords, het label waar Frenzal Rhomb ook bij speelt.

## Nummers

### Disc 1
Alle nummers op deze disc zijn eerder uitgegeven op een ander album.

 Musicians Against the Liberal Government
1. "Reason Why" - H-Block 101 - 2:40
2. "Is It A Lie?" - Bodyjar - 2:33
3. "Best Weapon" - Something for Kate - 4:50
4. "Collar to Colour" - The Givegoods - 4:23
5. "Nation (of the Heartless Kind)" - David Bridie - 4:33
6. "A Big Star" - The City Lights - 2:55
7. "A Resurrected Man" - Peabody - 3:50
8. "Sound of Lies" - 78 Saab - 4:26
9. "Sunshine Comes" - Even - 3:20
10. "Wash" - Sulo - 2:54
11. "Gun Him Down" - The Anyones - 4:41
12. "The Arse Song" - Razel - 3:35
13. "Rebel" - The Resin Dogs - 3:40
14. "Drown" - Youth Group - 4:16
15. "White World" - Frenzal Rhomb - 1:32
16. "The Phillip Ruddock Blues" - TISM - 7:90

### Disk 2
Alle nummers op deze disc zijn live-versies van een bestaand of nooit eerder uitgegeven nummer.

 Unreleased and Unreal
1. "4 Start Heritage Arsehole [live]" - Front End Loader - 2:40
2. "Honest J" - The Herd - 2:57
3. "I Was a Teenage Voter" - The Drugs - 2:28
4. "At the End of the Day" - Godnose - 2:59
5. "Call it a Day" - Unpaid Debt - 3:27
6. "I'm Sorry!" - Pauline Pantsdown - 3:32
7. "John Howard Is a Filthy Slut" - Toekeo - 3:41
8. "To the Boil" - Mindsnare - 2:32
9. "Keep on Raping in the Free World" - Bemon Other - 1:12
10. "Half-wit" - The Persian Rugs - 2:17
11. "Tonight We Storm the Bastille" - Steve Townson and the Conscripts - 3:15
12. "Liar" - Major - 4:50
13. "Get Fucked" - The Fauves - 3:10
14. "Calling Out I'm Through" - The Reservations - 2:55
15. "Evil Little Man" - George's Bush - 4:17
16. "John Howard's Bitches" - Eddie Perfect - 3:56
17. "How'd You All Get to Be So Dumb?" - The Thighblasters - 1:44
18. "I Don't Believe it" - Too Green for Summer (Ft. Senator Andrew Bartlett) - 2:32